# Paul Heigl
Paul Heigl (* 29. April 1887 in Marburg an der Drau, Österreich-Ungarn; † 8. April 1945 in Wien) war ein österreichischer Bibliothekar. Von März 1938 bis zu seinem Suizid war er Generaldirektor der Österreichischen Nationalbibliothek.

## Leben
Er war der Sohn des Gymnasiallehrers Gustav Heigl (1851–1918) und dessen Frau Berta. Sein Vater wechselte mehrfach die Stelle, so dass Paul Heigl in verschiedenen Städten (Innsbruck, Trient und Triest) aufwuchs. 1905 legte er das Abitur ab, leistete Wehrdienst als Einjährig-Freiwilliger und begann dann ein Studium der Geschichte und Geographie an der Karl-Franzens-Universität Graz. Seit Oktober 1906 war er Mitglied des Corps Joannea. 1910 wurde er in Graz zum Dr. phil. promoviert.
Heigl absolvierte eine Ausbildung als Archivar am Institut für Österreichische Geschichtsforschung und legte im Sommer 1912 die Prüfung ab. Im Mai 1914 heiratete er Margareta Mayer (* 1893 in Graz), mit der er später zwei Kinder hatte. Nach dem Ersten Weltkrieg, an dem er als Soldat teilnahm, arbeitete er als Bibliothekar an der Universitätsbibliothek der Universität Wien. 1927 veröffentlichte er unter dem Pseudonym Friedrich Hergeth im Leopold Stocker Verlag eine antisemitische Schrift mit dem Titel Aus der Werkstatt der Freimaurer und Juden im Oesterreich der Nachkriegszeit. Im Mai 1933 trat er der illegalen NSDAP bei und wurde angeblich März 1934 in die SS aufgenommen. Im August 1934 wurde er wegen Hochverrat verhaftet und verbüßte eine sechsmonatige Haft in Wien. Anfang Juli 1935 kam er als politischer Flüchtling nach Deutschland und trat im September zunächst eine Stelle an der Universitätsbibliothek Greifswald an. Kurz darauf wechselte er an die Preußische Staatsbibliothek in Berlin.
Am 12. März 1938 wurde er von Arthur Seyß-Inquart nach Wien beordert, wo er den bisherigen Generaldirektor der Österreichischen Nationalbibliothek, Josef Bick, ablösen sollte. Bick, der das Amt seit 1926 innehatte, wurde am 16. März verhaftet. Heigl übernahm zunächst die kommissarische Leitung der Bibliothek und wurde im November offiziell zum Generaldirektor ernannt. Er begann sofort mit organisatorischen Maßnahmen im Sinne der Nationalsozialisten. Insgesamt 12 Mitarbeiter wurden aus rassistischen oder politischen Gründen entlassen oder zwangspensioniert. Da er dem Personal anfangs nicht traute, forderte Heigl drei Bibliothekare aus Berlin an, später wurden nur noch NSDAP-Mitglieder eingestellt. In der Bibliotheksausbildung wurde als neues Fach „Nationalsozialistisches Schrifttum“ eingeführt. Juden wurde die Benutzung der Bibliothek verboten. Als Bibliotheksleiter war Heigl in den folgenden Jahren maßgeblich an der Aneignung beschlagnahmter Bücher beteiligt. Man geht davon aus, dass mindestens 150.000 Druckschriften und 45.000 Sammlungsobjekte unrechtmäßig in die Bibliothek gelangten. Am 26. Juni 1938 beantragte er die reguläre Aufnahme in die NSDAP und wurde rückwirkend zum 1. Mai desselben Jahres aufgenommen (Mitgliedsnummer 6.337.504). Zum 11. September 1938 trat er regulär der SS bei (SS-Nummer 310.001).
Im April 1941 wurde er auch zum Kommissar für die wissenschaftlichen Bibliotheken im besetzten Jugoslawien ernannt und unternahm in dieser Funktion mehrere Dienstreisen nach Zagreb und Belgrad. Im November 1942 wurde Heigl zum Standartenführer der SS befördert.
Neben seiner Tätigkeit als Bibliothekar gehörte er dem Beirat der „Forschungsabteilung Judenfrage“ im NS-Reichsinstitut für Geschichte des Neuen Deutschlands an. Er leistete auch Spitzeldienste für den Sicherheitsdienst des Reichsführers SS (SD).
Am 8. April 1945 nahm er sich angesichts des unmittelbar bevorstehenden Zusammenbruchs des Deutschen Reiches zusammen mit seiner Frau durch Einnahme eines Schlafmittels das Leben. Sein Nachfolger wurde am 28. Juni sein sieben Jahre zuvor entlassener Vorgänger, Josef Bick.

## Werke (Auswahl)
- Aus der Werkstatt der Freimaurer und Juden im Oesterreich der Nachkriegszeit : Eine Studie (Graz 1927) im Leopold Stocker Verlag